# Zoomobjektiv
Et zoomobjektiv er et objektiv med variabel brændvidde. Det kendes også under navnet vario-objektiv.
Zoomobjektiver blev først udviklet til filmkameraer og siden til videokameraer, men er siden 1980'erne blevet billigere og derfor mere og mere almindelige, også til almindelige fotografiapparater.
Med et zoomobjektiv på sit kamera eller videokamera kan man selv indstille, hvor stor en del af motivet, man ønsker at få med på sit billede eller i sin film.
Først med indførelsen af computerberegning og specielle glassorter i konstruktionerne er det lykkedes at fremstille zoomobjektiver, der i kvalitet kan måle sig med objektiver med fast brændvidde. Især var det inden da svært at opnå en acceptabel lysstyrke og mulighed for i ét objektiv at omfatte både vidvinkel-, normal- og teleområdet. De sværeste zoomlinser at konstruere – og stadig de dyreste – er dem med stor forskel i billedvinkel, især ind i vidvinkelområdet.
Næsten alle zoomobjektiver er mere lysstærke som vidvinkel end som tele, fordi frontlinsens diameter og dermed den maksimalt mulige lysgennemstrømning er fast. Jo større zoomområde, desto større er også forskellen i lysstyrke mellem vidvinkel- og teleindstilling.
De første zoomobjektiver havde 2×zoom eller mindre. Almindeligst i 2003 er 3×zoom til kameraer, 8-12× til videokameraer (i dyrere kameraer hhv. 4× og op til 20×), men grænserne flyttes løbende. Et stort zoomområde er praktisk at have og der er derfor en markedføringsmæssig konkurrenceparameter. Men da et stort zoomområde er vanskeligt at udvikle, medfører det ofte enten ringere optisk kvalitet eller høje priser.
Se også digital zoom, objektivkonstruktion